# Porta San Pellegrino
Porta San Pellegrino è una porta cittadina nelle mura leonine di Roma. 

## Storia
Insieme alla “posterula Sancti Angeli” (forse la porta Cornelia delle mura aureliane) e alla “posterula Saxonum” (poi divenuta porta Santo Spirito) è tra i più antichi accessi alla città leonina nelle mura originali, e riporta infatti una lunga iscrizione di papa Leone IV che celebra l'edificazione della cinta muraria (e che sembra fosse presente, con qualche variante, anche sulle altre due porte più antiche):
Nel tempo assunse varie denominazioni: “Aurea”, “Cassia”, “Sancti Petri” o, per la vicinanza ai giardini vaticani, “Viridaria”, nome che mantenne per molto tempo dalla fine del XIII secolo. Dal XV secolo è attestato anche il nome poco nobile di “porta Merdaria”, di origine evidentemente popolana, sembra attribuito per la vicinanza ad uno scarico abusivo di immondizie, nonostante i divieti.
Si trova nei pressi della chiesa di San Pellegrino in Vaticano, e costituiva l'accesso principale per entrare in Vaticano da nord. Infatti l'antica via Trionfale, iniziando all'incirca al centro della futura piazza San Pietro, in corrispondenza dell'attuale obelisco, passava sotto la porta e proseguiva verso monte Mario.
Verso la metà del XV secolo papa Niccolò V (1447-1455) iniziò l'opera di ampliamento delle strutture edilizie di competenza del Vaticano in direzione nord, nella zona esterna sulla sinistra della porta. Dovette quindi provvedere anche alla riedificazione di un tratto di cinta muraria in sostituzione di quella preesistente che, partendo dall'odierno “Portone di Bronzo” (l'accesso ufficiale ai Palazzi Vaticani), si congiungeva col muro del “Passetto di Borgo” in corrispondenza del “Torrione di Niccolò V”. Proprio la porta San Pellegrino è il punto d'intersezione tra il “Passetto” e l'ampliamento operato da Niccolò V.

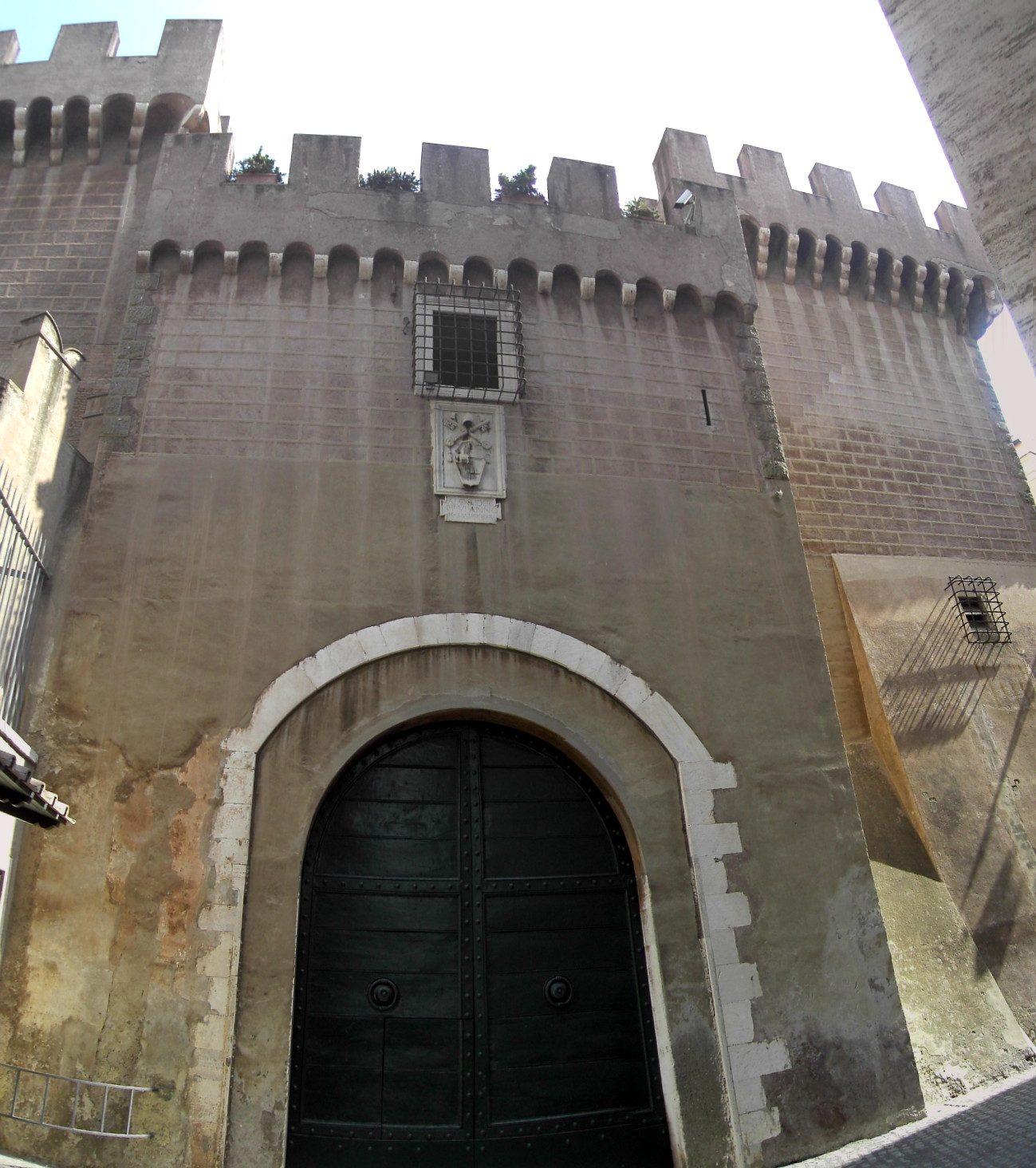
Porta San Pellegrino

L'esigenza di racchiudere nuovamente il Vaticano entro solide mura sembra comunque fosse dovuta anche ai timori che il papa nutriva nei confronti di Federico III, l'ultimo imperatore del Sacro Romano Impero incoronato a Roma da un papa.
Papa Alessandro VI, nel 1493, ne curò la ristrutturazione e la difese con due massicce torri merlate quadrangolari ai lati. Sul lato interno, oltre allo stemma del pontefice, è visibile una lapide a memoria dell'intervento, che coinvolse anche tutto il tratto del “Passetto” fino alla Mole Adriana: “ALEXANDER VI. PONT. MAX. CALISTI III. PONT. MAX. NEPOS, NATIONE HISPANUS, PATRIA VALENTINUS, GENTE BORGIA, PORTAS ET PROPUGNACULA A VATICANO AD ADRIANI MOLEM VETUSTATE CONFECTA TUTIORA RESTITUIT AN. SALUTIS MDCCCCLXXXVII”. Ma già nel 1411 l'antipapa Giovanni XXIII aveva demolito le torri originali.
Sempre per motivi di sicurezza e a causa dell'ampliamento del nuovo quartiere di “Borgo”, che si andava estendendo tra Castel Sant'Angelo e le recenti mura, papa Pio IV (1559-1565) diede inizio a nuovi lavori ed all'erezione di un nuovo tratto di mura, all'incirca lungo la direttrice delle odierne piazza Risorgimento - via S.Porcari - via Alberico II fino al bastione settentrionale del Castello. La porta San Pellegrino, già fortemente limitata (se non di fatto privata) del suo ruolo dai lavori precedenti, veniva così a trovarsi decisamente molto indietro rispetto al nuovo limite, e così nel 1563 venne chiusa, per essere riaperta solo nel 1823 da papa Leone XII come accesso (tuttora funzionante) alla caserma della Guardia Svizzera.
Posto che nulla si conosce dell'aspetto originario, oggi è comunque fortemente limitata all'osservazione a causa dell'estrema vicinanza del colonnato berniniano di piazza San Pietro, trovandosi praticamente sotto il Palazzo Apostolico.